# Wahabou
Wahabou är en ort i Burkina Faso.   Den ligger i regionen Boucle du Mouhoun, i den sydvästra delen av landet, 190 km väster om huvudstaden Ouagadougou. Wahabou ligger 280 meter över havet och antalet invånare är 5 601.
Terrängen runt Wahabou är mycket platt. Närmaste större samhälle är Boromo, 19,0 km öster om Wahabou.
Omgivningarna runt Wahabou är en mosaik av jordbruksmark och naturlig växtlighet. Runt Wahabou är det ganska glesbefolkat, med 34 invånare per kvadratkilometer.